# Филимонов, Михаил Евстафьевич
Михаил Евстафьевич Филимонов (1926—2003) — советский передовик производства в автомобильной промышленности. Герой Социалистического Труда (1966).

## Биография
Родился 16 сентября 1926 года в деревне Зыково, Устьянского района Архангельской области в крестьянской семье.
Учился в сельской средней школе. С 1939 по 1944 годы работал в колхозе. С 1944 по 1950 годы — служил в рядах Советской армии.
С 1950 года после увольнения из рядов Советской армии, работал в Устьянском леспромхозе Устьянского района. С 1951 года после окончания курсов шофёров и  работал шофёром по вывозке леса на газогенераторной машине в Едемском лесопункте Устьянского леспромхоза комбината «Котласлес».
М. Е. Филимонов стал новатором лесозаготовительной промышленности — его автомобиль прошёл без капитального ремонта более 300 тысяч километров, превысив пятикратный срок эксплуатации. За высокие трудовые достижения в социалистическом соревновании удостаивался почётного звания «Ударник коммунистического труда».
17 сентября 1966 года Указом Президиума Верховного Совета СССР «за выдающиеся успехи, достигнутые в выполнении заданий семилетнего плана по развитию лесной, целлюлозно-бумажной и деревообрабатывающей промышленности» Михаил Евстафьевич Филимонов был удостоен звания Героя Социалистического Труда с вручением Ордена Ленина и золотой медали «Серп и Молот».
В 1966 году М. Е. Филимонов стал членом КПСС. Помимо основной деятельности избирался депутатом Устьянского районного и Архангельского областного Советов депутатов трудящихся.
После выхода на пенсию жил в деревне Зыково, Березницкого сельского поселения Устьянского района Архангельской области.
Скончался 29 октября 2003 года. Похоронен на кладбище хутора Бор Березницкого сельского поселения Устьянского района Архангельской области.

## Награды
- Медаль «Серп и Молот» (17.09.1966)
- Орден Ленина (17.09.1966)